# 20623 Davidyoung
20623 Davidyoung è un asteroide della fascia principale. Scoperto nel 1999, presenta un'orbita caratterizzata da un semiasse maggiore pari a 2,6459434 UA e da un'eccentricità di 0,1891638, inclinata di 12,60671° rispetto all'eclittica.